# Josef Grassi
Joseph Mathias Grassi (né le 22 avril 1757 à Vienne, mort le 7 janvier 1838 à Dresde) est un peintre autrichien.

## Biographie
Josef Mathias Grassi est le frère cadet du sculpteur Anton Grassi. Leur père, Ottilio Grassi, est un orfèvre originaire d'Udine. Josef étudie à l'académie des beaux-arts de Vienne. Il part à Varsovie après s'être senti méprisé (Heinrich Friedrich Füger lui a refusé une bourse de voyage). Il peint de nombreux portraits. Pendant l'insurrection polonaise en 1794, il parvient à quitter le pays grâce à l'aide de Tadeusz Kościuszko. En 1799, Grassi devient professeur à l'académie des beaux-arts de Dresde. De 1816 à 1821, il séjourne à Rome grâce à une bourse. Il reçoit du roi de Saxe Frédéric-Auguste une croix de chevalier et la Legationsrat d'Auguste de Saxe-Gotha-Altenbourg.

## Œuvre
Grassi peint surtout des portraits de membres de l'aristocratie et de peintres historiques. Son style est rattaché au néo-classicisme académique. Ses portraits sensibles de femmes sont particulièrement appréciés pour leur grâce. Portraitiste très populaire en son temps, il est largement oublié aujourd'hui. Le portrait le plus connu qu'il ait fait est celui de Louise de Mecklembourg-Strelitz.

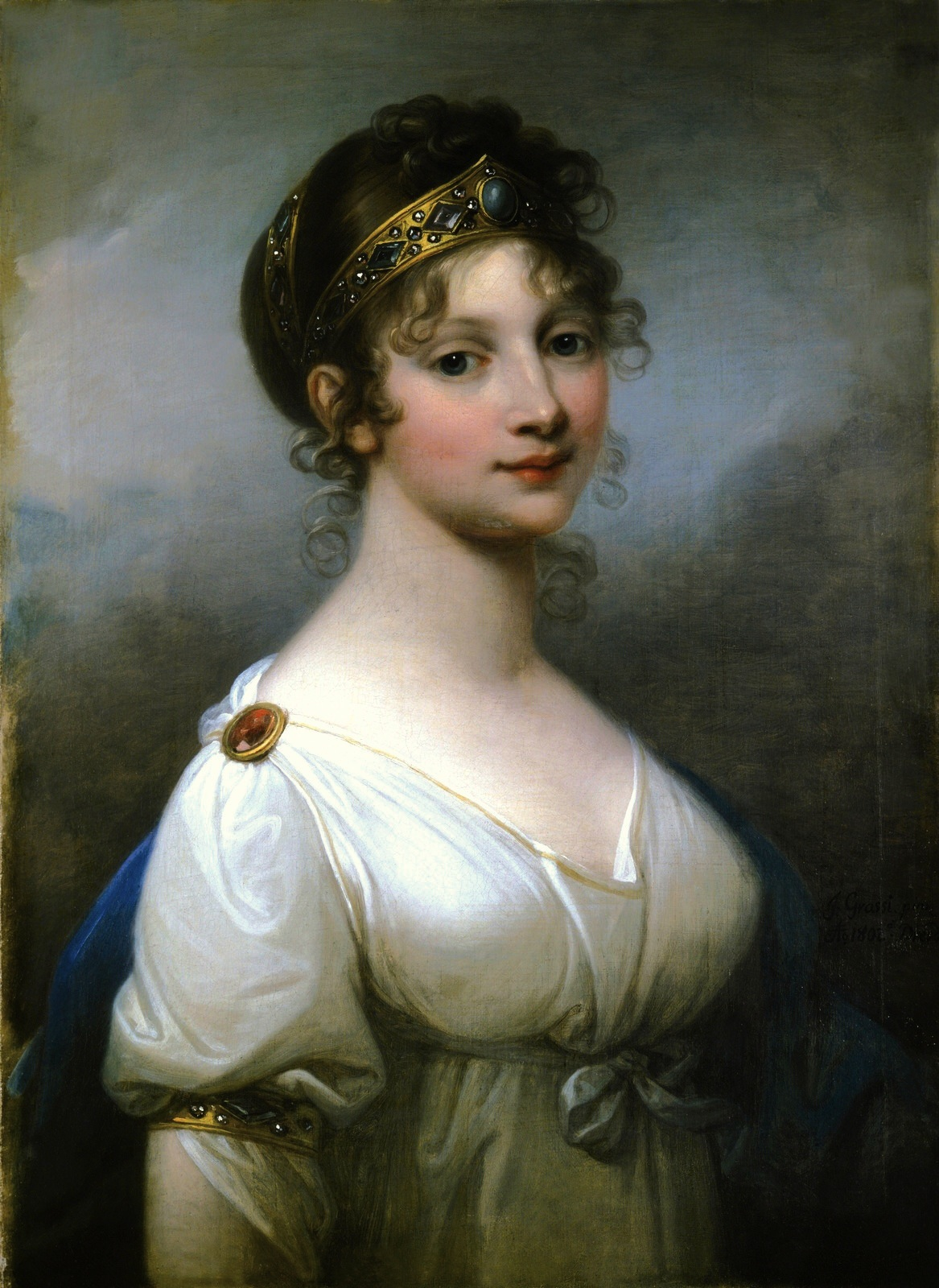
Portrait de Louise de Mecklenburg-Strelitz, 1802.
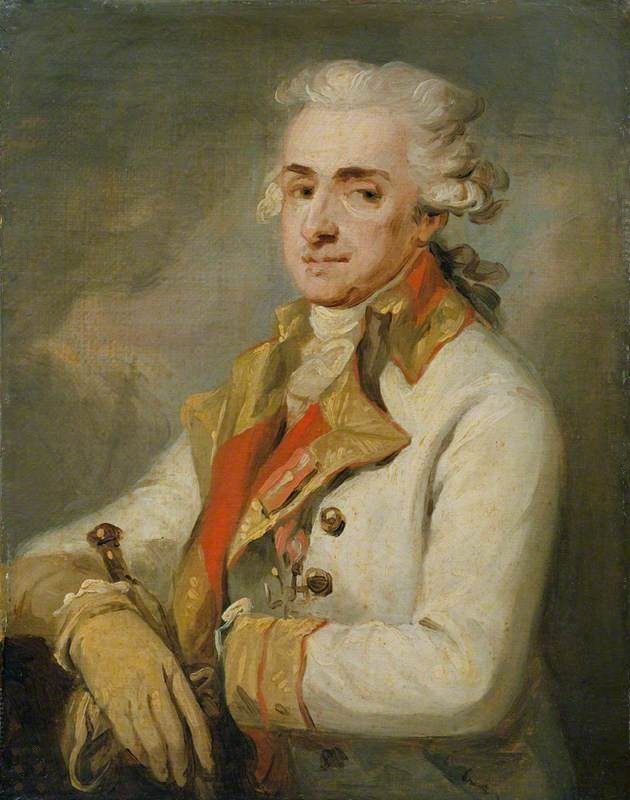
Portrait de Charles-Joseph de Ligne, c. 1790.
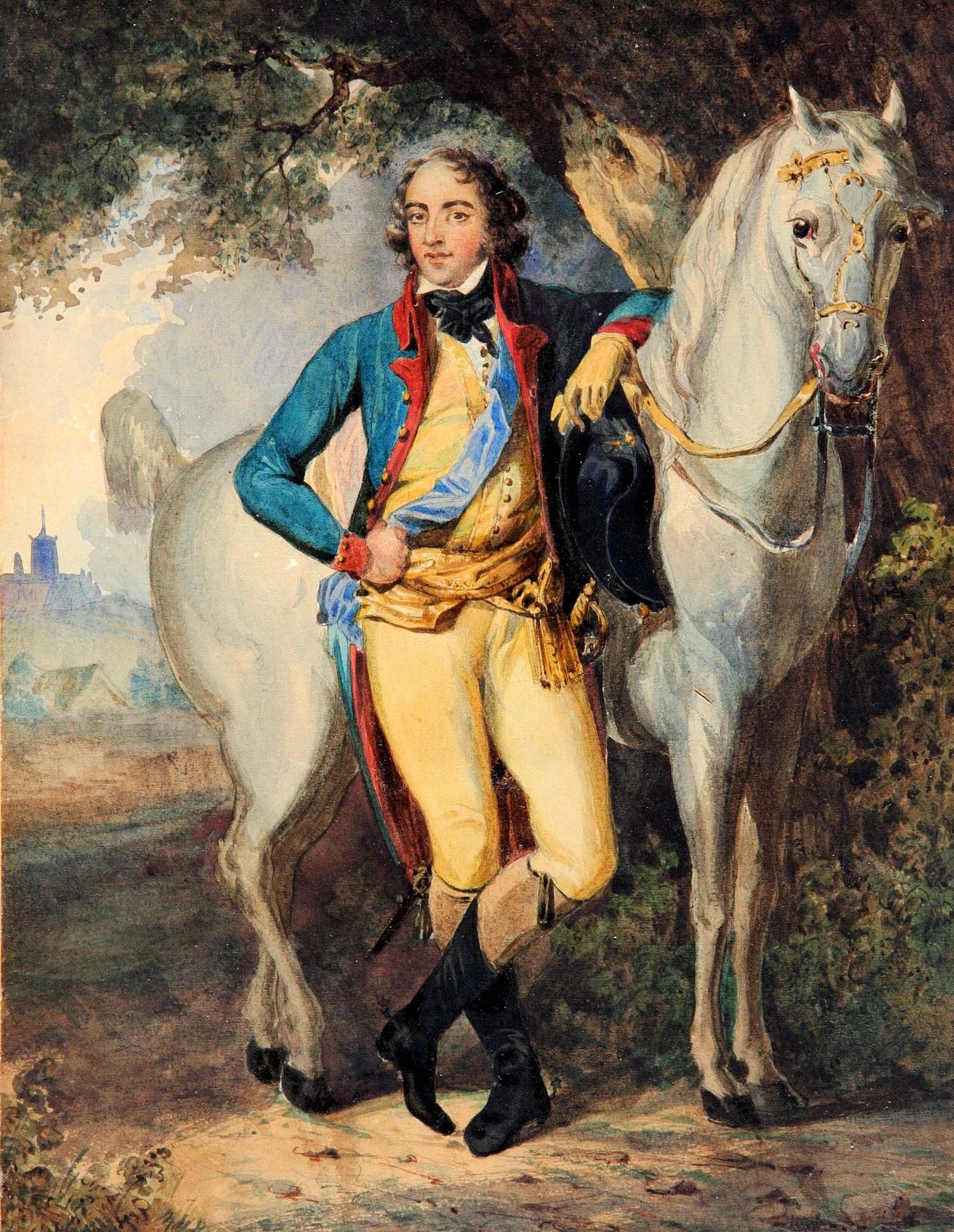
Portrait de Józefa Poniatowskiego, c. 1788.